# Municipio de Ten Lake
El municipio de Ten Lake (en inglés: Ten Lake Township) es un municipio ubicado en el condado de Beltrami en el estado estadounidense de Minnesota. En el año 2010 tenía una población de 1026 habitantes y una densidad poblacional de 11,02 personas por km².

## Geografía
El municipio de Ten Lake se encuentra ubicado en las coordenadas 47°27′42″N 94°36′2″O / 47.46167, -94.60056. Según la Oficina del Censo de los Estados Unidos, el municipio tiene una superficie total de 93.12 km², de la cual 58,46 km² corresponden a tierra firme y (37,22 %) 34,66 km² es agua.

## Demografía
Según el censo de 2010, había 1026 personas residiendo en el municipio de Ten Lake. La densidad de población era de 11,02 hab./km². De los 1026 habitantes, el municipio de Ten Lake estaba compuesto por el 32,65 % blancos, el 0,1 % eran afroamericanos, el 63,16 % eran amerindios, el 0,1 % eran de otras razas y el 4 % eran de una mezcla de razas. Del total de la población el 2,92 % eran hispanos o latinos de cualquier raza.